# چیکوا
شهر چیکوا (به رومانیایی: Ciacova) در شهرستان تیمیش در کشور رومانی واقع شده‌است. جمعیت این شهر ۷٬۲۸۵ نفر  است.